# Сошиці
Сошиці (хорв. Sošice) — населений пункт у Хорватії, в Загребській жупанії у складі громади Жумберак.

## Населення
Населення за даними перепису 2011 року становило 77 осіб.
Динаміка чисельності населення поселення:

## Клімат
Середня річна температура становить 9,08 °C, середня максимальна – 22,45 °C, а середня мінімальна – -5,90 °C. Середня річна кількість опадів – 1234 мм.
| Клімат поселення                              | Клімат поселення | Клімат поселення | Клімат поселення | Клімат поселення | Клімат поселення | Клімат поселення | Клімат поселення | Клімат поселення | Клімат поселення | Клімат поселення | Клімат поселення | Клімат поселення | Клімат поселення |
| Показник                                      | Січ.             | Лют.             | Бер.             | Квіт.            | Трав.            | Черв.            | Лип.             | Серп.            | Вер.             | Жовт.            | Лист.            | Груд.            |                  |
| Середній максимум, °C                         | 6,01             | 6,91             | 10,52            | 14,43            | 19,24            | 22,45            | 21,66            | 21,23            | 17,60            | 12,71            | 7,35             | 3,98             |                  |
| Середня температура, °C                       | 0,06             | 0,96             | 4,57             | 8,48             | 13,28            | 16,50            | 18,41            | 17,98            | 14,35            | 9,46             | 4,11             | 0,73             |                  |
| Середній мінімум, °C                          | −5,9             | −4,99            | −1,38            | 2,54             | 7,33             | 10,54            | 15,18            | 14,75            | 11,11            | 6,23             | 0,86             | −2,5             |                  |
| Норма опадів, мм                              | 60               | 68               | 88               | 102              | 102              | 133              | 112              | 117              | 117              | 120              | 122              | 93               |                  |
| Середньомісячна швидкість вітру, м/с          | 1.69             | 1.82             | 2.17             | 2.13             | 2.03             | 1.83             | 1.74             | 1.66             | 1.59             | 1.70             | 1.81             | 1.76             |                  |
| Середньомісячна сонячна радіація, кДж/м²·день | 4187             | 6915             | 10314            | 14616            | 18672            | 20186            | 21344            | 18248            | 13587            | 8680             | 4641             | 3436             |                  |
| --------------------------------------------- | ---------------- | ---------------- | ---------------- | ---------------- | ---------------- | ---------------- | ---------------- | ---------------- | ---------------- | ---------------- | ---------------- | ---------------- | ---------------- |
| Джерело:                                      |                  |                  |                  |                  |                  |                  |                  |                  |                  |                  |                  |                  |                  |